# Shuvuuia

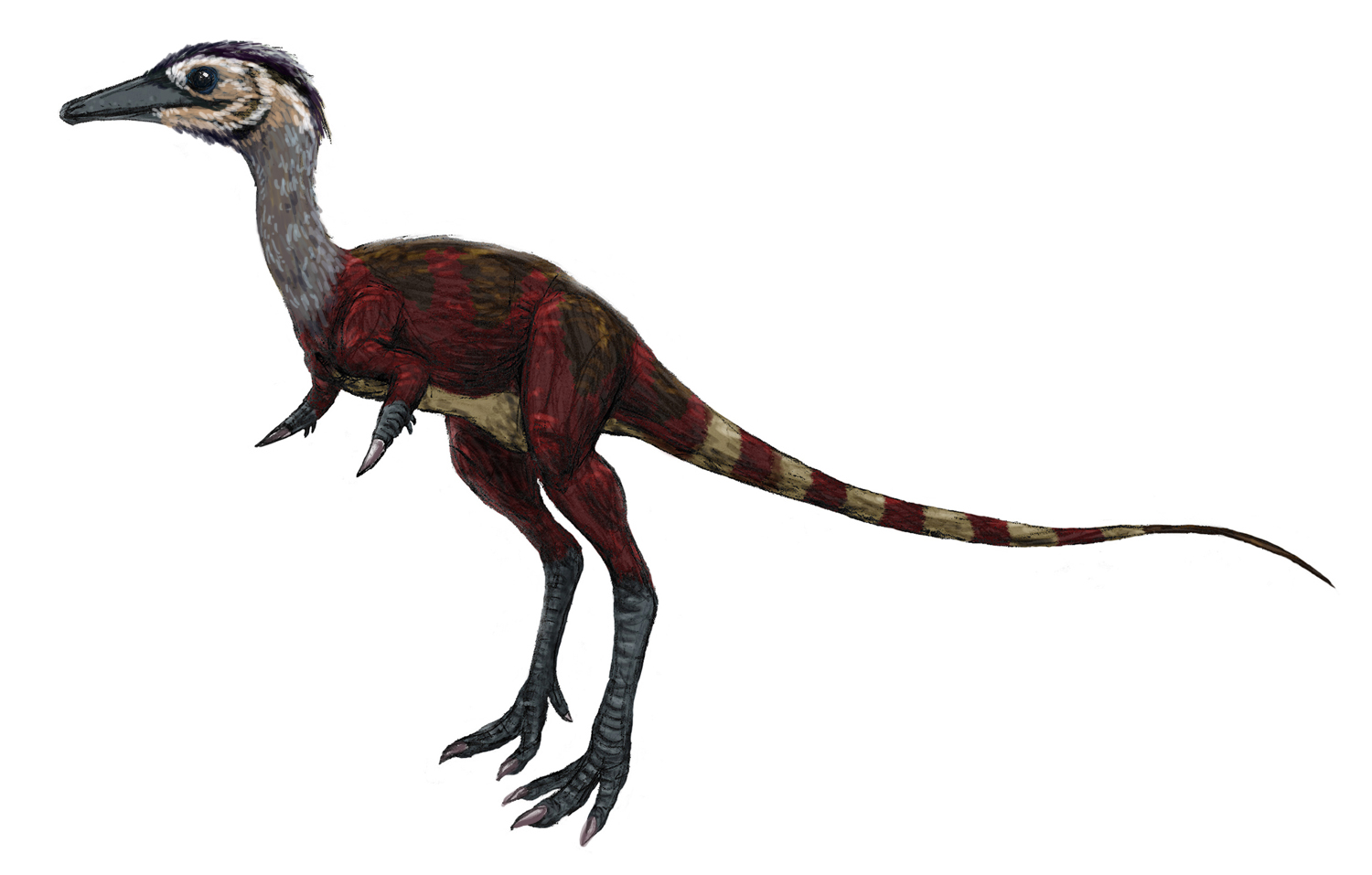

Shuvuuia este un gen de dinozauri teropozi care au existat în perioada Cretacicului superior pe teritoriul Mongoliei actuale. 
Acest dinozauri e cunoscut după două cranii conservate excelent de bine.
Shuvuuia este singurul membru al Alvarezsauridelor al cărui craniu a fost descoperit și cunoscut. Acest alvarezsaurid are o trǎsǎturǎ remarcabilă a craniului ce constǎ în articulația dintre botul lung, ascuțit și osul din fața ochilor.
Situri cu fosile de Shuvuuia sunt prezente în Ukhaa Tolgod (Mongolia).

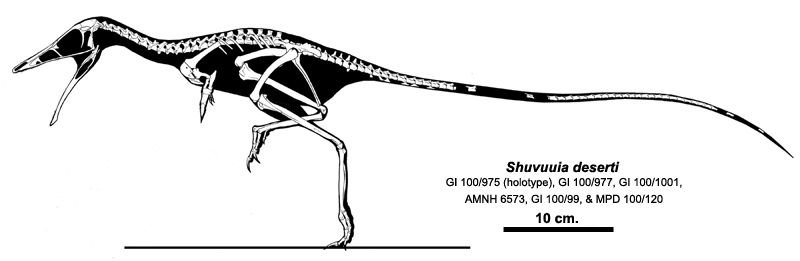

Semnificația numelui sǎu este: "Pasǎre". A trǎit în perioda cretacicului superior, în etapa campanian. Mǎrimea sa este posibil de aproximativ 1 metru și se hrǎnea cu insecte, rezultând faptul cǎ era insectivor.